# Dschellaba

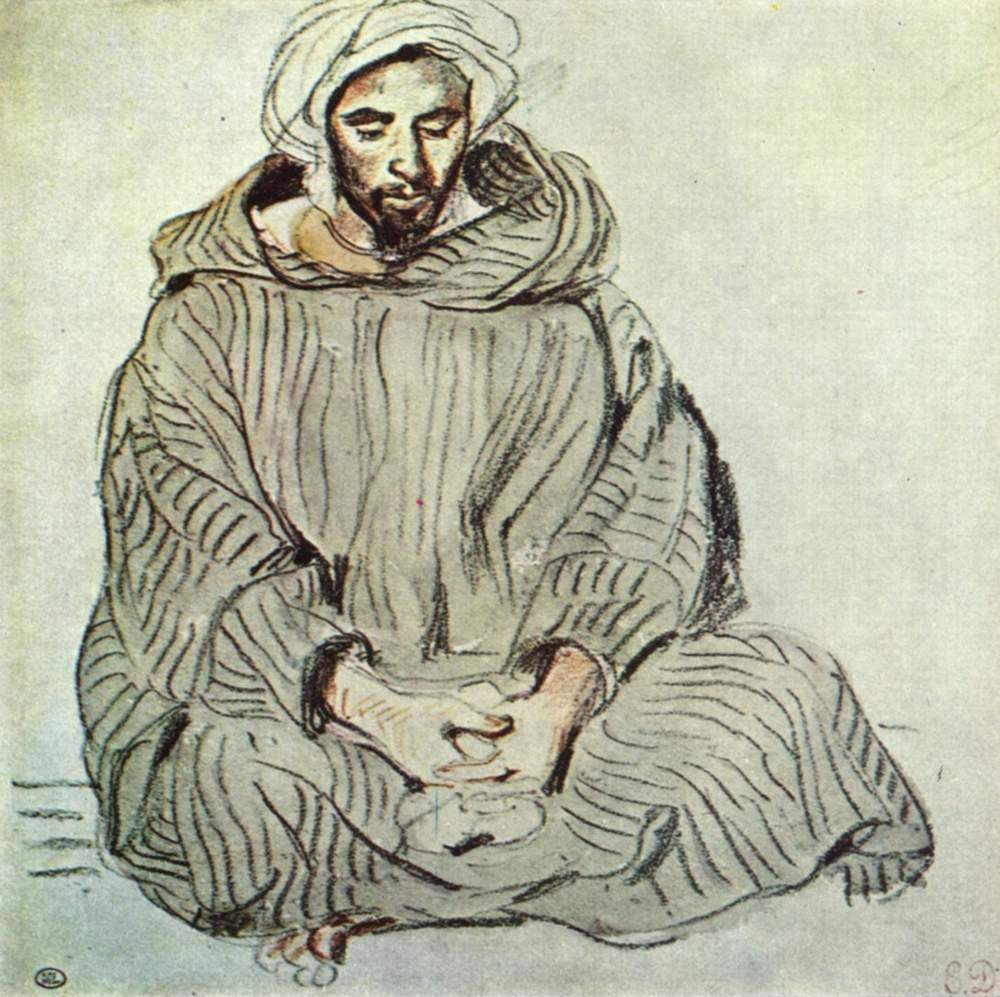
Eugène Delacroix (1832) – Marokkaner in einer Dschellaba

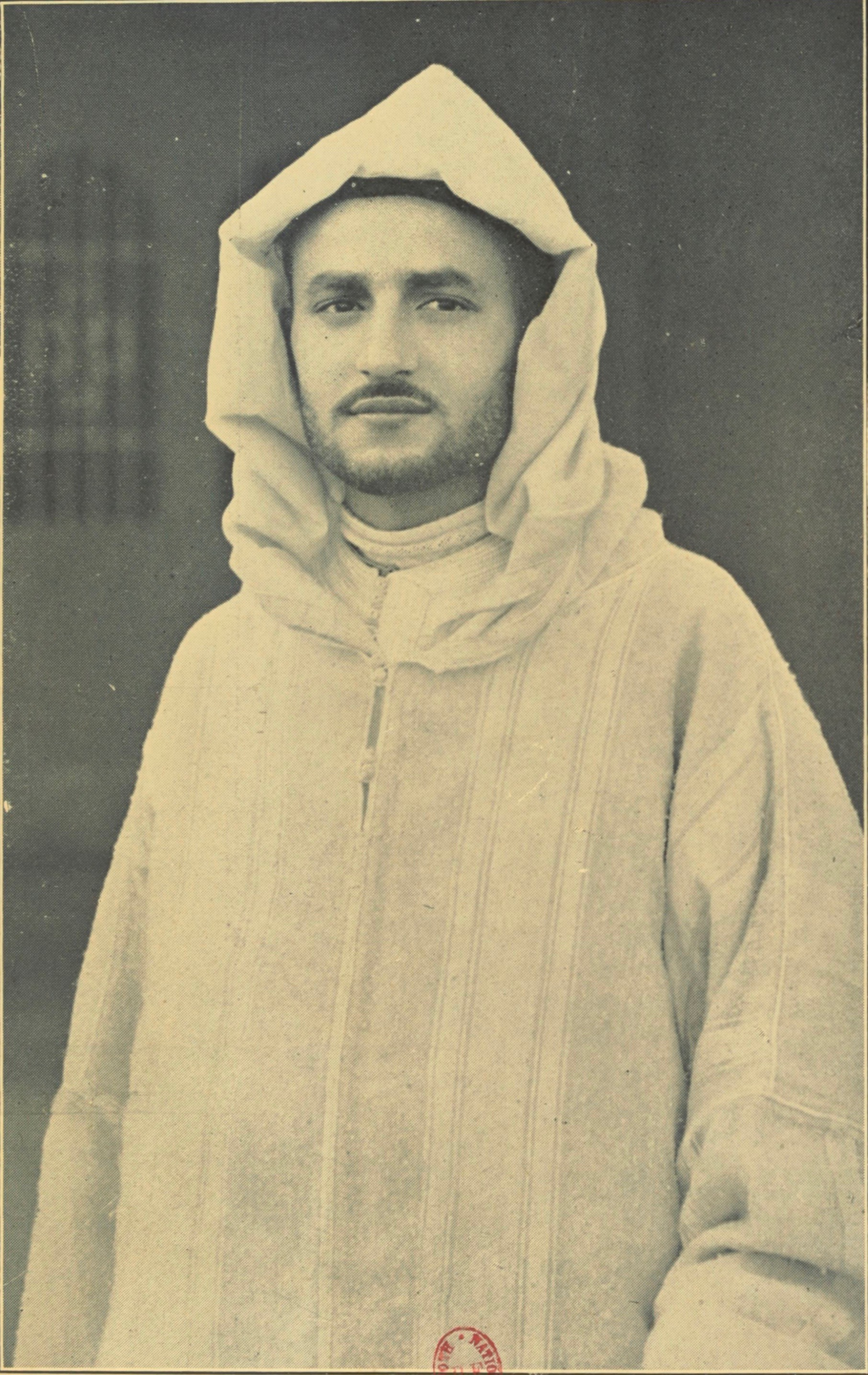
Marokkanischer König Mohammed V. in einer weißen Dschellaba (1934)

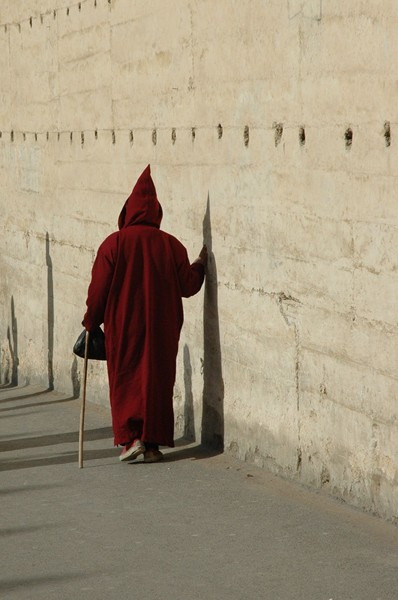
Mann in roter Dschellaba

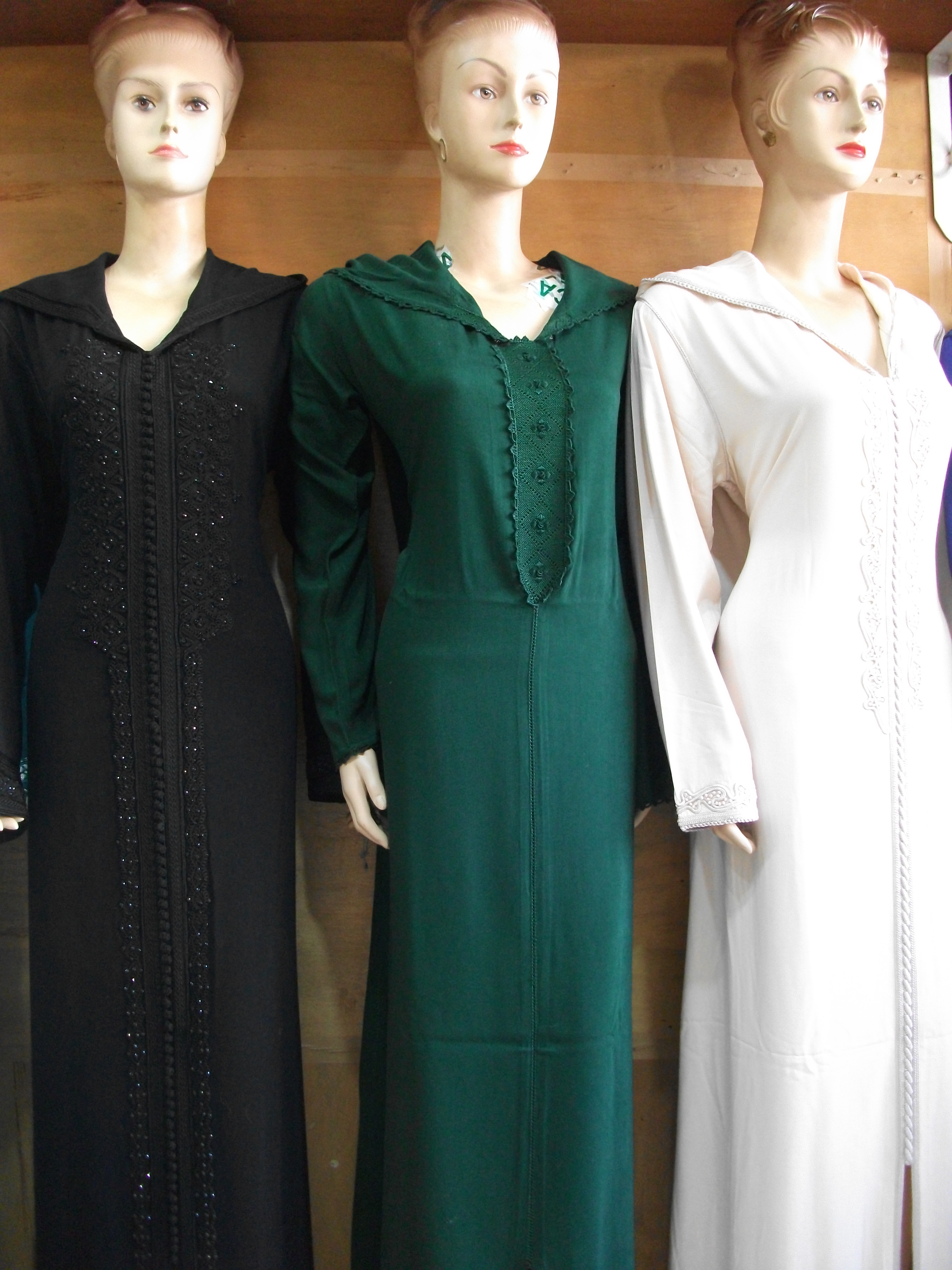
Elegante einfarbige Damen-Dschellabas ohne aufwändige Stickereien

Die Dschellaba oder (anders transkribiert) Djellaba (arabisch جلابة, DMG ǧallāba, Zentralatlas-Tamazight ⴰⵙⵍⵀⴰⵎ Aselham, Selham), auch Galabiya, ist ein traditioneller bodenlanger und die Körperkonturen weitgehend verbergender Überwurf- und Kapuzenmantel mit langen Ärmeln in den Ländern des Maghreb, insbesondere in Marokko. Es unterscheidet sich von der ägyptischen Galabija durch eine angenähte spitze Kapuze.

## Geschichte
Seit wann es die Dschellaba in ihrer heutigen Form gibt und ob sie berberischen oder arabischen Ursprungs ist, ist bislang nicht erforscht. Ältere europäische Gemälde oder Fotos aus dem Maghreb zeigen Männer nur äußerst selten in Dschellabas, sondern meist in einer Art vorne offenem und nur am Hals zugeknöpftem Kapuzenmantel oder in einer Tunika mit separatem Schal, Kopftuch oder Turban.

## Nutzung
Waren die Dschellabas ursprünglich einfache, eher dunkle, aber wärmende Alltagsgewänder für Tätigkeiten der Männer außer Haus, so entwickelten sich weiße Dschellabas allmählich auch zu repräsentativen Gewändern von hochrangigen Persönlichkeiten. Vielleicht erst seit der Mitte des 20. Jahrhunderts gibt es Dschellabas aus edlen Stoffen und in dezent bunten Farben auch als Festgewänder. Im Gegensatz zu seinem Vater Hassan II., der europäische Kleidung bevorzugte, trägt der marokkanische König Mohammed VI. die weiße Dschellaba oft und gerne bei offiziellen Anlässen.

### Männergewand
Dschellabas für Männer wurden und werden traditionell meist aus einfacher Schurwolle (manchmal unter Beimischung von Ziegenhaaren) hergestellt; sie können meliert oder gestreift sein. Im Alltag bilden sie einen einfachen, aber praktischen und haltbaren Überwurf. Hochgestellte oder wohlhabende Persönlichkeiten leisteten sich oft rein weiße Dschellabas (manchmal mit ebenfalls weißen Stickereien), die sie bei festlichen Anlässen oder zum Freitagsgebet trugen. Im 20. Jahrhundert kamen allmählich auch einfarbige Dschellabas aus in Dunkeltönen gefärbten Baumwollfasern auf. Aufwändig verarbeitet sind Nähte und Umnäher.

### Frauengewand
Da Frauen – abgesehen von der Tätigkeit des Wasserholens – traditionell im Haus blieben, sind Dschellabas als Frauengewänder erst um die Mitte des 20. Jahrhunderts in den Städten bekannt geworden; auf dem Land geschah dies allmählich erst in den 1970er und 1980er Jahren. Durch die Verwendung von in hellen Tönen gefärbten Stoffen oder durch besonders feine Webtechniken sind sie in der Regel auffälliger als die der Männer; mittlerweile sind sie auch häufig gemustert (Karos, Blumen etc.). Als Frauenkleidung wird die Dschellaba gelegentlich auch aus Seide gewebt oder mit Gold- und Silberfäden bestickt und verziert; sie dient dann als eine Art Festgewand oder „Abendkleid“. Die Kapuzen vieler Damen-Dschellabas enden oft in einer Quaste.

## Sonstiges
Der Ort Bzou im Mittleren Atlas ist in ganz Marokko für die Herstellung hochwertiger Dschellabas bekannt.

## Mauretanien
Im südlichen Nachbarland Mauretanien spielt die nur von Männern getragene Derra’a eine vergleichbare Rolle als Nationaltracht.